# Landtagswahl im Volksstaat Hessen 1927
Die Landtagswahl im Volksstaat Hessen 1927 war die vierte im Volksstaat Hessen zum Landtag des Volksstaates Hessen. Sie fand am 13. November 1927 statt und führte zu einer Bestätigung der Regierungskoalition.

## Ausgangssituation
Im Volksstaat Hessen hatte seit der ersten Wahl 1919 das Kabinett Ulrich II als Weimarer Koalition regiert. Nachdem nach der Landtagswahl im Volksstaat Hessen 1924 der Versuch gescheitert war, eine bürgerliche Koalition der Mitte zu bilden, hatte die Opposition mit der Volksabstimmung über die Auflösung des dritten hessischen Landtags versucht, den Landtag vorzeitig aufzulösen. Nachdem dies gescheitert war, kam es 1927 zu den regulären Wahlen.
Die Wahl stand unter dem Vorzeichen deutlicher personeller Veränderungen. Der langjährige Führer des Zentrums, Otto von Brentano di Tremezzo war am  21. Juli 1927 verstorben, die Folge war die Bildung des Kabinetts Ulrich III. Sowohl Finanzminister Konrad Henrich (DDP) als auch Carl Ulrich (SPD), der 75 Jahre alt war, hatten angekündigt, aus dem Amt zu scheiden.

## Wahlergebnis
| Gegenstand der Nachweisung                       | Stimmen | Stimmen | Sitze | ±  |
| Gegenstand der Nachweisung                       | Anzahl  | in %    | Sitze | ±  |
| ------------------------------------------------ | ------- | ------- | ----- | -- |
| Wahlberechtigte                                  | 893.144 | 100,0   |       |    |
| Wähler                                           | 488.604 | 54,7    |       |    |
| Ungültige Stimmen                                | 5.908   | 1,2     |       |    |
| Gültige Stimmen                                  | 482.696 | 100,0   | 70    | 0  |
| davon                                            |         |         |       |    |
| Sozialdemokratische Partei Deutschlands          | 157.293 | 32,6    | 24    | −2 |
| Zentrum                                          | 85.450  | 17,7    | 13    | +2 |
| Hessischer Landbund und Rheinhessische Landliste | 61.109  | 12,7    | 9     | 0  |
| Deutsche Volkspartei                             | 51.654  | 10,7    | 7     | −1 |
| Kommunistische Partei Deutschlands               | 41.280  | 8,6     | 6     | +2 |
| Deutsche Demokratische Partei                    | 37.789  | 7,8     | 5     | −1 |
| Volksrechtpartei                                 | 24.123  | 5,0     | 3     | +3 |
| Deutschnationale Volkspartei                     | 23.998  | 5,0     | 3     | −2 |

Für die gewählten Abgeordneten siehe die Liste der Mitglieder des Landtages (Volksstaat Hessen) (4. Wahlperiode).

## Folgen
Die Regierungsbildung erwies sich als schwierig. Zwar hatte die bisherige Koalition rechnerisch eine Mehrheit erhalten, diskutiert wurde aber die Bildung einer Koalition SPD/DDP/DVP ohne das Zentrum, die 36 von 70 Sitzen im Landtag gehabt hätte. Der Konflikt zwischen SPD und Zentrum ging um die Besetzung des Innenministeriums. Diese Koalition ließ sich aber nicht verwirklichen und so kam es zu einer Neuauflage der Weimarer Koalition und dem Kabinett Adelung. Bernhard Adelung wurde am 14. Februar 1928 vom Landtag als Regierungschef gewählt. Das Zentrum musste auf das Innenministerium verzichten, der Zentrumsabgeordnete August Nuss wurde dafür zum Bevollmächtigten des Landes bei der Reichsregierung ernannt. Innenminister wurde Wilhelm Leuschner (SPD).
Die Volksrechtpartei zog mit drei Abgeordneten in den Landtag ein, die KPD konnte ihre Stimmenanteile ausweiten und wurde in Offenbach am Main sogar stärkste Partei.